# 杨敷海
杨敷海（1898年—1972年），号粟沧，男，江苏宝山人，中国微生物学家，曾任吉林医科大学教授，第三届全国人大代表。